# Francisco Jerónimo Simón

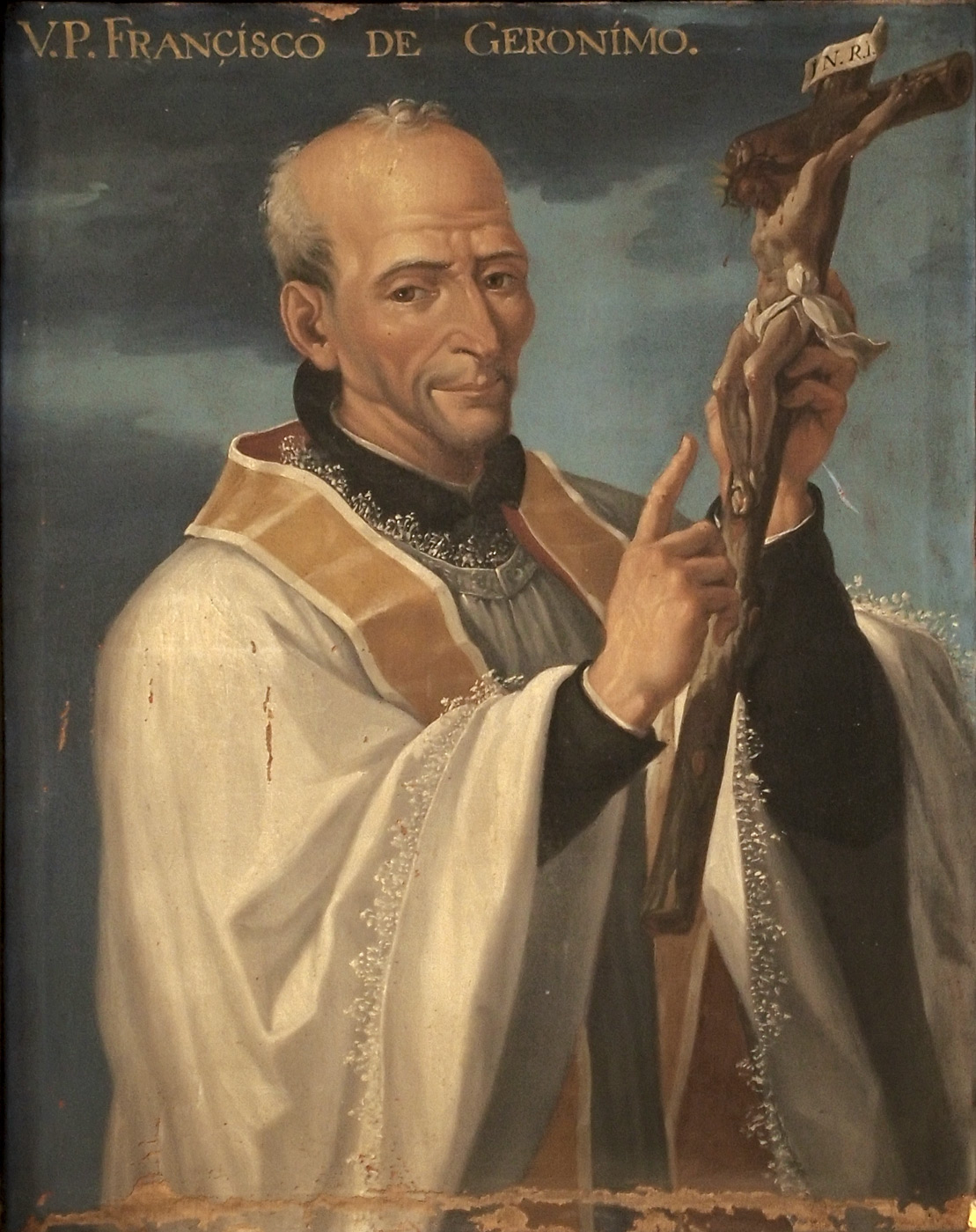
Iglesia de San Miguel, Valladolid

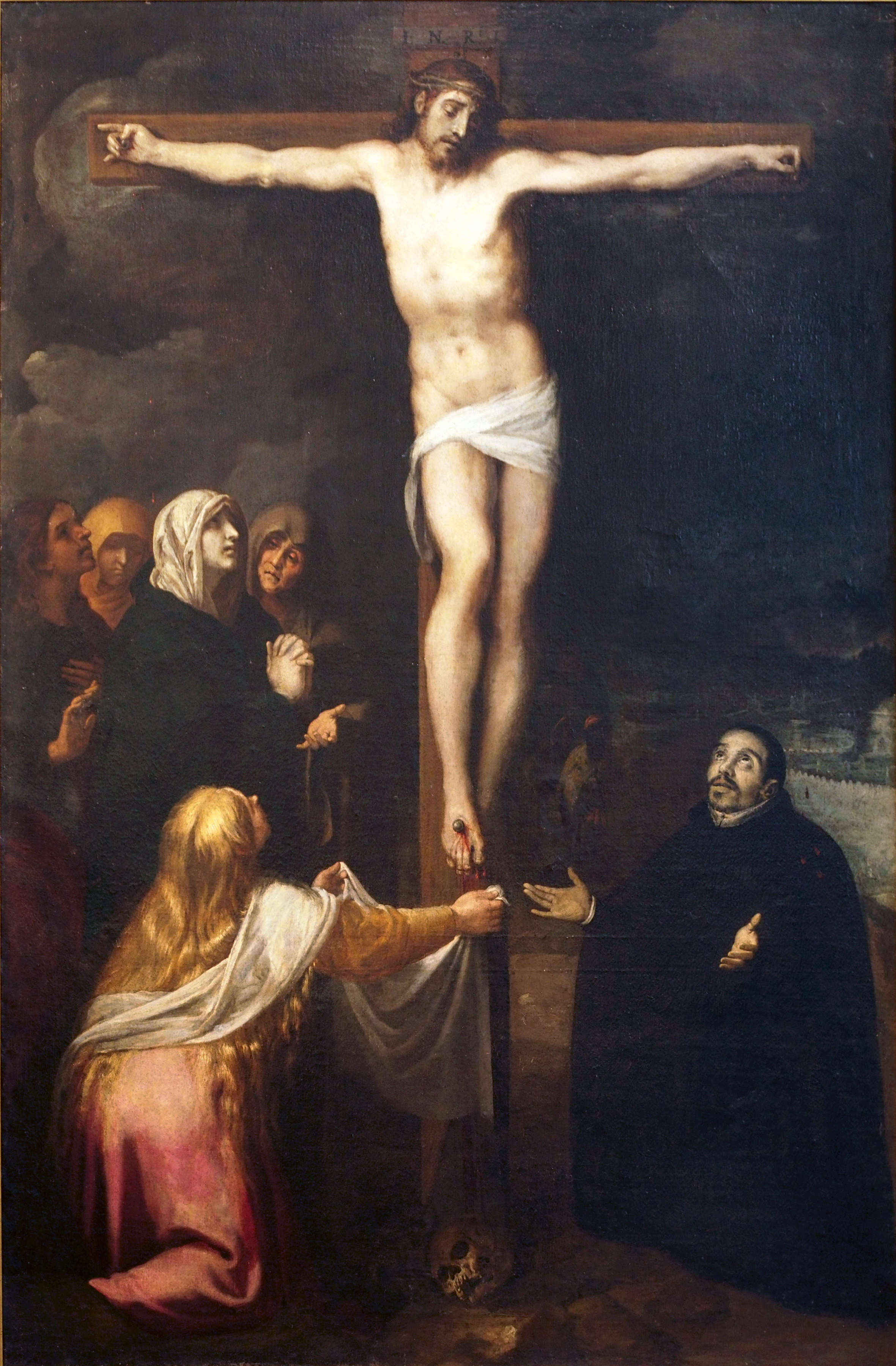
El Padre Simón contemplando a Cristo Crucificado, por Francisco Ribalta, Museo Nacional de Escultura (Valladolid)

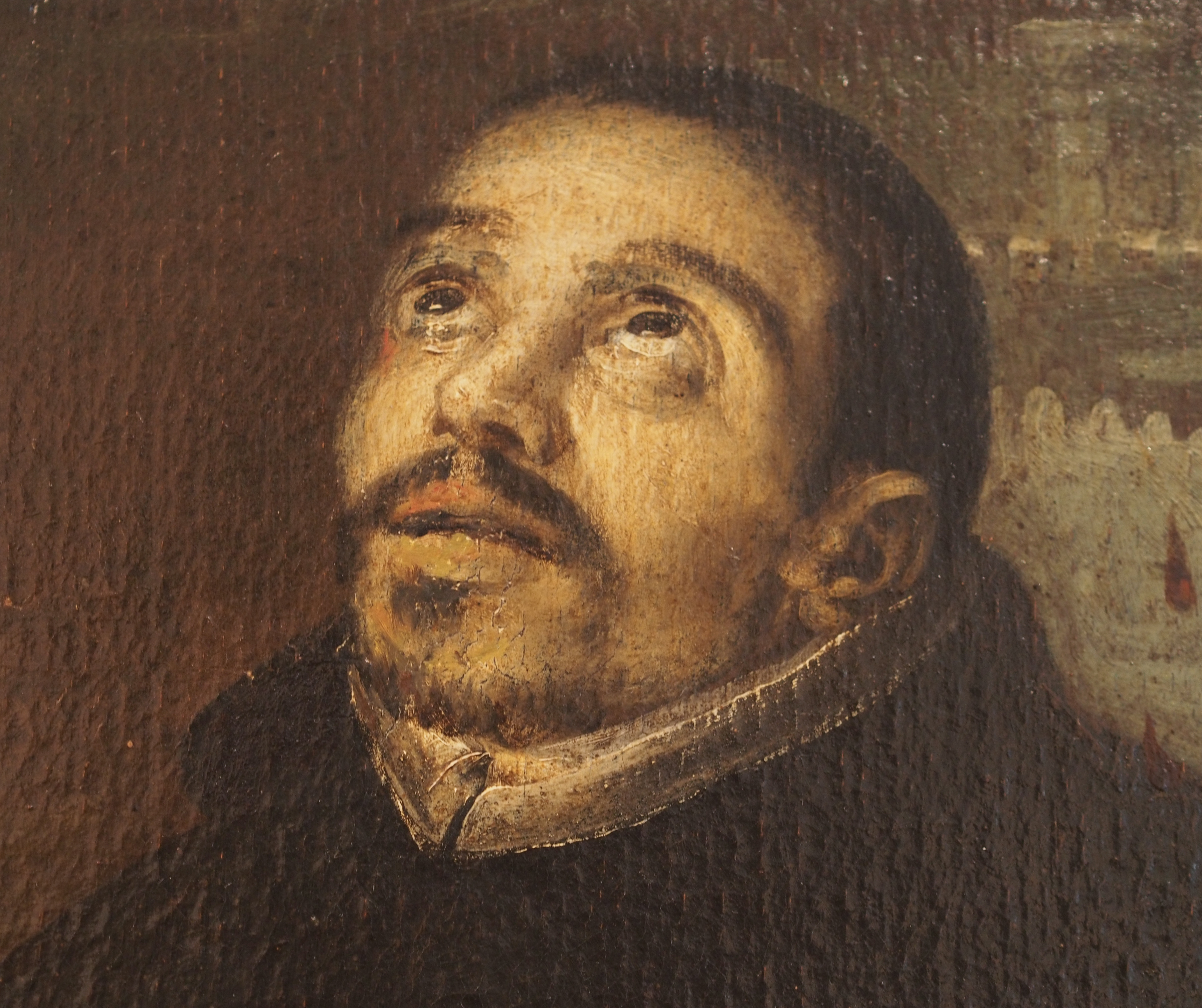
Detalle del éxtasis del Padre Simón en el cuadro de Ribalta, Museo Nacional de Escultura (Valladolid)

Francisco Gerónimo (o Jerónimo) Simón (o Simó) (1578-1612), fue cura en la parroquia de San Andrés, en Valencia, y su fama de santidad, producida a partir de su muerte, dio lugar a un encarnizado debate entre los sectores partidarios de su beatificación, «simonistas», y los que se oponían, especialmente desde las órdenes mendicantes.
La disputa dio lugar, además de a libros, panfletos y pasquines, a una extensa producción iconográfica, a la que contribuyó entre otros Francisco Ribalta.
Fue el encargo de postular su beatificación, finalmente fracasada, lo que llevó a Roma, en 1665, a Miguel de Molinos.